# Langenhagen Pferdemarkt
Langenhagen Pferdemarkt (niem: Bahnhof Langenhagen Pferdemarkt) – stacja kolejowa w Langenhagen, w kraju związkowym Dolna Saksonia, w Niemczech. Obecnie, on jest obsługiwana przez linie S4 i S5 S-Bahn w Hanowerze. W pierwszej połowie XX  wieku był jedyną stacją w Langenhagen. Po otwarciu połączenia do lotniska w Hanowerze powstały trzy sąsiadujące ze sobą stacje z powodu rosnącej frekwencji. Stacja służy jako rola punkt dla pociągów regionalnych i dalekobieżnych z dworca kolejowego Langenhagen Mitte.
Według klasyfikacji Deutsche Bahn ma kategorię 4.

## Historia
Stacja została oddana do użytku w 1873 roku.

## Linie kolejowe
- Hamburg – Hanower
- Heidebahn(inne języki)
- Langenhagen Pferdemarkt – Hannover Flughafen